# Бутиков, Георгий Петрович
Гео́ргий Петро́вич Бутиков (21 апреля 1925, Ленинград — 25 марта 2002) — советский и российский учёный, доктор культурологии, профессор, почётный член РАО (с 1999). Генеральный директор Государственного музея-памятника «Исаакиевский собор» (с 1968 до своей смерти). Секретарь Российского творческого союза работников культуры. Действительный член негосударственной «Международной академии информатизации». Президент «Ассоциации музеев России». Заслуженный работник культуры РСФСР (1980).

## Биография
В 1968 году был назначен на должность директора музея-памятника «Исаакиевский собор», входившего тогда в качестве филиала в состав Государственного музея истории Ленинграда. В том же году благодаря усилиям Бутикова Государственной инспекцией по охране памятников города был взят под охрану храм Воскресения Христова (Спас на Крови), который находился в крайне плачевном состоянии и был под угрозой полного уничтожения (власти города планировали его снести).
Примерно через год после назначения Бутикова Министерство культуры РСФСР, приняв во внимание особую художественную ценность Исаакиевского собора, выделило его в самостоятельное музейное учреждение. А ещё через два года, благодаря инициативе Георгия Петровича, Спас на Крови вошёл в состав новообразованного музея (12 апреля 1971, решение Исполкома Ленсовета от 20 июля 1970). В 1984 году в состав музея вошёл и требовавший серьёзного ремонта Сампсониевский собор.
Спас на Крови открылся для верующих и посетителей после длительной реставрации 19 августа 1997 года, а Сампсониевский собор принял первых посетителей в 290-ю годовщину победы в Полтавской битве, в июле 1999 (но реставрационные работы внутри собора проводились ещё какое-то время, а первая после длительного перерыва литургия в храме состоялась 21 мая 2002, уже после смерти Бутикова).
Автор более чем сорока научных трудов, в том числе научно-популярных и историко-художественных альбомов об Исаакиевском соборе и Спасе на Крови. Главный редактор журнала «Музеи России».
Скончался в марте 2002 года на 77-м году жизни. Похоронен на Комаровском кладбище.

## Награды и признание
- Орден Красной Звезды.
- Медаль «За боевые заслуги».
- Орден Отечественной войны I степени.
- Медаль «За победу над Германией в Великой Отечественной войне 1941—1945».
- Медаль «В память 250-летия Ленинграда».
- Медаль «За доблестный труд».
- Медаль «30 лет победы в Великой Отечественной войне 1941—1945».
- Орден «За заслуги перед Отечеством» IV степени (1998).
- Заслуженный работник культуры РСФСР (1980).